# Luke Mudgway
Luke Mudgway (né le 12 juin 1996 à Palmerston North) est un coureur cycliste néo-zélandais. Il participe à des compétitions sur route et sur piste.

## Biographie
Luke Mudgway fréquente le Boys’ High School (PNBHS) dans sa ville natale, où d'autres cyclistes sont sortis, dont Simon van Velthooven et Campbell Stewart.
En 2014, avec Regan Gough, il est champion du monde de course à l'américaine juniors (moins de 19 ans). Avec Gough, Nick Kergozou et Jack Ford, il remporte la médaille de bronze en poursuite par équipes. En fin d'année, il est élu athlète junior de l'année de Manawatu. L'année suivante, il est champion d'Océanie de poursuite par équipes (avec Aaron Gate, Hayden Roulston et Nick Kergozou) et de la course scratch.
En 2016, en cyclisme sur route, il remporte une étape du Tour de Chine II et termine troisième au classement général. En 2018, il se classe neuvième de la Joe Martin Stage Race. L'année suivante, il remporte la Gravel and Tar.

## Palmarès sur route

### Par année
- 2013
  - 2e étape du Hub Tour
  - 3e du Hub Tour
- 2014
  -  Champion de Nouvelle-Zélande sur route juniors
  - 1re étape du Hub Tour
  - 4e étape du Tour de Taranaki
- 2016
  - 3e étape du Tour de Chine II
  - 2e de la Harlem Skyscraper Classic
  - 3e du Tour de Chine II
- 2017
  - 1re étape du Hub Tour
  - Alfredton Circuit
  - 2e du Mémorial Daniele Tortoli
- 2018
  - Wilmington Grand Prix
  - Tour of America's Dairyland :
    - Classement général
    - 9e étape

  - 3e du Tour de White Rock
- 2019
  - Hub Tour :
    - Classement général
    - 1re et 4e étapes

  - Gravel and Tar
  - 2e du Prix national de clôture
- 2020
  - 2e du Gravel and Tar Classic
- 2021
  - 2e étape de la New Zealand Cycle Classic
  - Prologue du Tour de Southland (contre-la-montre par équipes)
  - 2e de la Gravel and Tar Classic
  - 2e du Grand Prix Raf Jonckheere
  - 2e du Tour de Southland
- 2022
  - Grand Prix cycliste de Gemenc
  - 2e du Grand Prix Raf Jonckheere
  - 3e de la Districtenpijl-Ekeren-Deurne
- 2023
  -  Champion de Nouvelle-Zélande du critérium
  - 4e étape de la New Zealand Cycle Classic

### Classements mondiaux
| Année                                 | 2016 | 2017  | 2018  | 2019  | 2020 | 2021 | 2022 | 2023  | 2024  |
| ------------------------------------- | ---- | ----- | ----- | ----- | ---- | ---- | ---- | ----- | ----- |
| Classement mondial                    | 725e | 2500e | 1608e | 1333e | 806e | 805e | 737e | 1415e | 1085e |
| UCI Asia Tour                         | 90e  | nc    | 323e  |       |      |      |      |       |       |
| UCI America Tour                      | nc   | nc    | 392e  |       |      |      |      |       |       |
| UCI Oceania Tour                      | nc   | 74e   | 79e   | 71e   | 42e  | 36e  | 45e  | 65e   | nc    |
|                                       |      |       |       |       |      |      |      |       |       |
| Légende : nc = non classéSource : UCI |      |       |       |       |      |      |      |       |       |

## Palmarès sur piste

### Championnats du monde
- Londres 2016
  - 11e de l'américaine

### Championnats du monde juniors
- Séoul 2014
  -  Champion du monde de l'américaine juniors (avec Regan Gough)
  -  Médaillé de bronze de la poursuite par équipes

### Championnats d'Océanie
- Invercargill 2015
  -  Champion d'Océanie de poursuite par équipes (avec Aaron Gate, Hayden Roulston et Nick Kergozou)
  -  Champion d'Océanie du scratch
  -  Médaillé de bronze de l'américaine

### Championnats nationaux
- 2014
  -  Champion de Nouvelle-Zélande du scratch juniors
- 2015
  - 2e du championnat de Nouvelle-Zélande de l'omnium
- 2017
  - 3e du championnat de Nouvelle-Zélande de l'omnium
- 2025
  - 2e du championnat de Nouvelle-Zélande de l'élimination